# Folicana marra
Folicana marra är en insektsart som beskrevs av Freytag 1979. Folicana marra ingår i släktet Folicana och familjen dvärgstritar. Inga underarter finns listade i Catalogue of Life.